# Cathédrale de Wiener Neustadt
Ne doit pas être confondu avec Cathédrale Saint-Georges de Wiener Neustadt.
La cathédrale Notre-Dame de Wiener Neustadt est un édifice de style roman tardif au cœur de la ville de Wiener Neustadt en Basse-Autriche.
La cathédrale catholique romaine, aujourd'hui église paroissiale, est consacrée en 1279 en l'honneur de Marie et de Rupert de Salzbourg. De 1468 à 1785, elle est le siège de l'évêché de Wiener Neustadt.

## Histoire
L'emplacement et l'orientation de la cathédrale fait partie de la planification de la ville au Moyen Âge. La nef s'oriente vers le nord et l'ouest et désigne là où le soleil s'est levé le dimanche de Pentecôte, le 24 mai 1192. Cette date correspond à la date où le duc Léopold V est investi par l'empereur Henri VI du Saint-Empire. Cet événement est immortalisé dans le plan de la ville. Un an plus tard, au dimanche de la Pentecôte, le 16 mai 1193, le chœur est orienté vers le soleil levant. Il conserve son orientation lors du réaménagement gothique.
En 1207, commence l'élévation de l'église paroissiale, à l'origine la nef et les tours à l'ouest. À la place de l'abside romane, on bâtit au XIVe siècle un chœur et des collatéraux de style gothique, de même que la sacristie. À la fin du XVe, la cathédrale reçoit les statues de bois représentant en grandeur nature les douze apôtres par Lorenz Luchsperger (de).

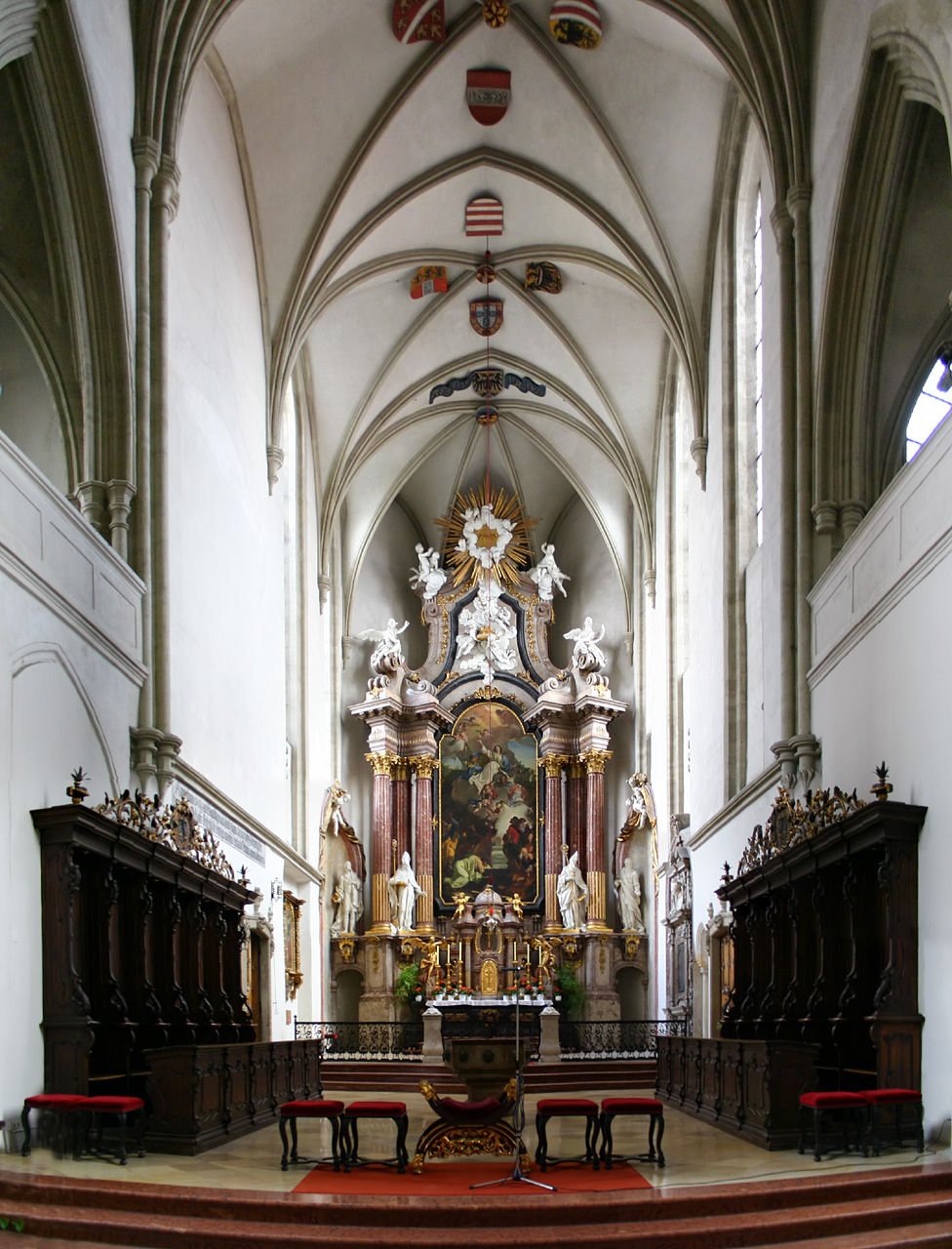
Chœur de la cathédrale de Wiener Neustadt

De 1588 à 1630, Melchior Klesl est l'administrateur du diocèse. Il fait élever la chaire de style baroque primitif. Le maître-autel baroque tardif avec une œuvre de Giambettino Cignaroli représentant l'Assomption de Marie est inauguré en 1776.
Après plusieurs tremblements de terre, les tours hautes de 64 m menacent de tomber, faute d'entretien. En 1886, elles sont démolies et reconstruites comme avant de 1892 à 1899 sous la direction de l'architecte viennois Richard Jordan.
De 1975 à 1999, l'église est totalement rénovée. En 1989, un orgue créé par Gerhard Hradetzky est installé.
Le 6 mars 2012, un incendie criminel dans une chapelle latérale (ancien baptistère) détruit un vieux banc et une crèche de Noël. Le feu propage des flammes par le toit. En raison de l'épaisse fumée et de l'utilisation d'eau, la cathédrale est gravement touchée. Les dégâts sont évalués à un million d'euros. Le lieu est fermé durant six mois pour des travaux de réparation. Le 20 avril 2012, un suspect âgé de 15 ans est arrêté et avoue l'incendie. Lors du procès, il revient sur ses aveux. Le 21 novembre 2012, il est condamné à vingt mois de prison avec sursis.

## Source, notes et références
1. ↑  Erwin Reidinger: Planung oder Zufall – Wiener Neustadt 1192. Wiener Neustadt 1995/Wien 2001 (Planbeilage),  (ISBN 3-900844-33-X)/ (ISBN 3-205-99339-X), S. 267–389; Erwin Reidinger: Stadtplanung im hohen Mittelalter, Wiener Neustadt – Marchegg – Wien. In: Europäische Städte im Mittelalter, Forschungen und Beiträge zur Wiener Stadtgeschichte. Band 52, Wien 2010,  (ISBN 978-3-7065-4856-4), S. 155–176.
2. ↑  (de) « Dombrand geklärt : 15-Jähriger zündelte », sur orf.at (consulté le 28 août 2020).
3. ↑  « kurier.at/nachrichten/niederoe… »(Archive.org • Wikiwix • Archive.is • Google • Que faire ?).
4. ↑  (de) « Dombrand-Prozess vertagt : „Ich war es nicht“ », sur orf.at (consulté le 28 août 2020).
5. ↑  « noe.orf.at/news/stories/255981 »(Archive.org • Wikiwix • Archive.is • Google • Que faire ?).

- (de) Cet article est partiellement ou en totalité issu de l’article de Wikipédia en allemand intitulé « Dom von Wiener Neustadt » (voir la liste des auteurs).